# Takeru Kobayashi
Takeru Kobayashi (小林 尊, Kobayashi Takeru, surnommé « The Tsunami ») est un Japonais né le 15 mars 1978 à Nagano.

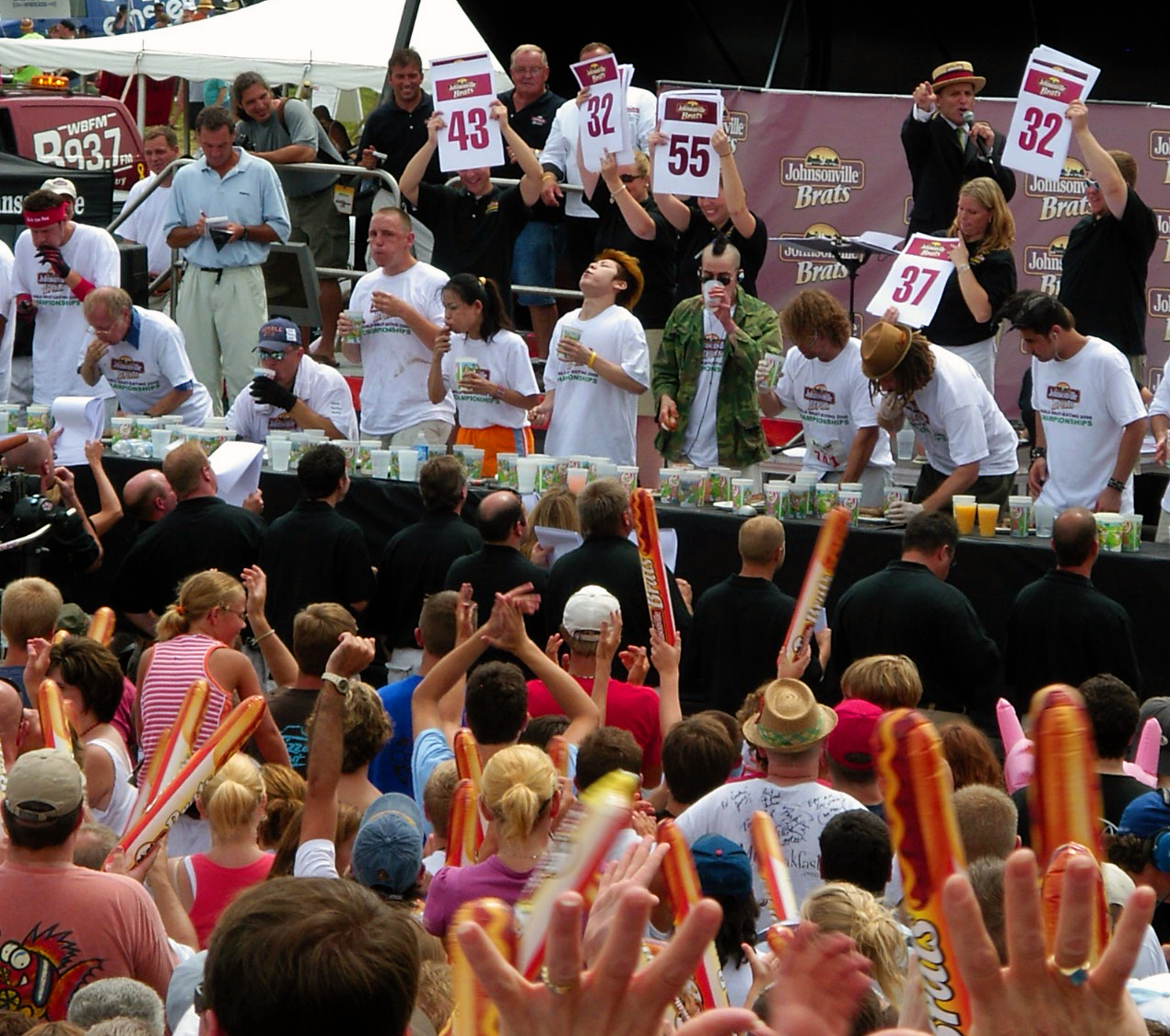
2006 : Kobayashi au centre, la tête en arrière

Il est très célèbre au Japon pour être considéré comme le plus grand mangeur du monde.
Pourtant d'un poids raisonnable (1,73 m pour 58 kg [site officiel]), il s'est montré capable d'avaler :
- 337 ailes de poulets en 30 minutes lors de la 20e édition du Wing Bowl (record du monde, le 3 février 2012) ;
- 97 hamburgers en 8 minutes (record du monde, le 28 octobre 2006) ;
- 63 hot-dogs en 12 minutes (2007) ;
- 58 saucisses Johnsonville brat en 10 minutes (record du monde, le 5 août 2006) ;
- 8 kilogrammes de cervelle de bœuf en 15 minutes ;
- 9 kilogrammes d'onigiri (des boules de riz japonaises) en 30 minutes ;
- 83 raviolis chinois aux légumes en 8 minutes (août 2005) ;
- 100 « brioches au porc à la vapeur » (baozi) en 12 minutes (août 2005).
- 12 hamburgers en 3 minutes (record du monde, le 11 juillet 2014)

Les concours de « plus gros mangeur » étaient très populaires à la télévision japonaise jusqu'à ce qu'un adolescent de 14 ans ne meure d'excès alimentaire à la cantine de son école en 2002.
En outre, Takeru Kobayashi a gagné le concours télévisé « Glutton Bowl #1 » en 2002. À l'occasion d'un concours de hot-dogs en 2003, il fut en revanche largement battu par un ours brun à l'émission « Man vs. Beast », l'animal ingurgitant pas moins de 50 saucisses en 2 minutes 36 secondes contre seulement 31 pour Kobayashi.

## Le concours Nathan
En 2006, il a amélioré son record du monde de 2004 (53,5) en mangeant 53,75 hot-dogs en douze minutes au concours Nathan se tenant tous les 4 juillet à New York.
C'était la 6e année consécutive (2001-2006) que Takeru Kobayashi remportait ce concours. Néanmoins, c'était la première année que Joey Chestnut, un californien de 22 ans devenu le champion américain, le talonnait en seconde place avec 52 sandwichs.
Début 2007, il avait souffert d'une arthrite de la mâchoire survenue lors d'un entraînement et avait dû se faire extraire des dents de sagesse.
Au concours du 4 juillet 2007, il a amélioré son propre score en avalant 63 sandwichs, mais a tout de même été battu par Joey Chestnut, qui est donc le nouveau recordman avec 66 hot-dogs avalés en 12 minutes. Chestnut conserve la première place en 2008 et 2009, portant lors de cette dernière édition le record à 68 hot-dogs, Kobayashi atteignant quant à lui un honorable score de 64½.
À noter : sa méthode pour ingurgiter les hot-dogs - consistant à couper le sandwich en deux parts égales pour les ingurgiter ensuite simultanément - a été appelée la « méthode de Salomon ».
Il n'a pas participé officiellement au concours de 2010 car il a refusé de signer un contrat avec la Major League Eating qui organise l'évènement. Il monta toutefois sur scène et fut arrêté par la police. Il fut libéré le lendemain. Le gagnant de cette année fut Joey “Jaws” Chestnut avec 54 hotdogs en 10 minutes.